# Juli Zeh
Pour les articles homonymes, voir Zeh.
Œuvres principales
- L'Ultime Question

Juli Zeh, née le 30 juin 1974 à Bonn, est une juriste et romancière allemande. Elle vit depuis 1995 à Leipzig.

## Biographie
Juli Zeh est la fille de Wolfgang Zeh (de), haut fonctionnaire allemand, directeur du Bundestag (de) du 4 novembre 2002 au 30 avril 2006. 
Jusqu'à la fin de sa scolarité secondaire, Juli Zeh a suivi les cours de la Otto-Kühne-Schule (de) à Bonn. Ensuite, elle a étudié le droit à Passau, Cracovie, New York et Leipzig, spécialement le droit international public et en particulier la construction des nations. En 1998, elle réussit le premier examen d'État de droit, puis elle suit une formation juridique intensive et obtient une maîtrise en droit Intégration européenne. En 2003, après le stage de troisième cycle juridique, elle obtient le deuxième examen d'État de droit.
Parallèlement à ses études de droit, elle suit aussi les cours de l'Institut allemand de littérature de Leipzig (de) de l'université de Leipzig, sanctionnés par un diplôme en 2000.		
Juli Zeh s'engage politiquement et lors des élections fédérales allemandes de 2005, elle souscrit, avec d'autres intellectuels allemands, à la demande de Günter Grass de soutenir la coalition rouge-verte.
Elle a été porte-parole de l'association de protection des animaux Vier Pfoten Stiftung.

## Œuvres
Selon ses dires, Juli Zeh écrit depuis l'âge de sept ans ; elle a publié 9 romans et le premier d'entre eux, L'Aigle et l'Ange (Adler und Engel), traduit en 28 langues, se déroule dans le milieu des juristes internationaux et celui de la drogue.
Le théâtre des événements de La Fille sans qualités (Spieltrieb), son deuxième roman, est un lycée privé de Bonn, sa ville natale. Les protagonistes sont élèves et professeurs de l'école ; leurs manières d'agir, leurs points de vue servent d'illustrations symboliques au fond du problème qui anime le roman : l'existence et la définition du juste et de l'injuste. Favorablement accueilli par la critique, le roman obtient également un grand succès auprès du public. Bernhard Studlar (de) a élaboré une adaptation théâtrale de ce roman, représentée pour la première fois le 16 mars 2006 au Deutsches Schauspielhaus de Hambourg et unanimement saluée par la critique puis[réf. nécessaire], au début de l'année 2007, au Junges Theater Bremen (de) de Brême.
Le texte Die Stille ist ein Geräusch est le résultat d'un voyage en Bosnie-Herzégovine accompli par l'auteur lors de l'été 2001. Le livre, une sorte de journal de voyage, traite du profond bouleversement de la population de cette région causé par la guerre mais aussi par le manque de considération de la part de la communauté internationale et de l'invisibilité de ce pays aux yeux de l'Europe.[Interprétation personnelle ?]
Ein Hund läuft durch die Republik par Juli Zeh, David Finck et Oscar Ters, est une anthologie de récits de jeunes écrivains bosniaques de langue allemande qui racontent la situation de leur pays.
Kleines Konversationslexikon für Haushunde a été publié en 2005 avec des photographies de David Finck. Dans ce texte, organisé comme un dictionnaire encyclopédique de A à Z, Otello, le chien d'un écrivain, raconte sa vision du monde. En mars 2006 a été publié Alles auf dem Rasen, un choix de trente essais.
En 2016 paraît Brandebourg (Unterleuten) est un gros roman qui, sur fond d'un débat écologique suscité par la construction d'un parc éolien, examine les tensions jamais entièrement résolues entre les deux Allemagnes de l'après-guerre après la chute du mur de Berlin.
Juli Zeh affronte la thématique de l'antagonisme entre l'ordre et le chaos. Elle se demande comment il est possible de retrouver du sens et de la morale lorsque les valeurs traditionnelles ont perdu toute signification, lorsque la loi a perdu toute validité, lorsqu'il n'est plus possible de déterminer une responsabilité collective pour l'avenir de la société.[Interprétation personnelle ?]
Son roman Über Menschen (de), paru en 2021, est le roman le plus vendu en Allemagne cette année-là.

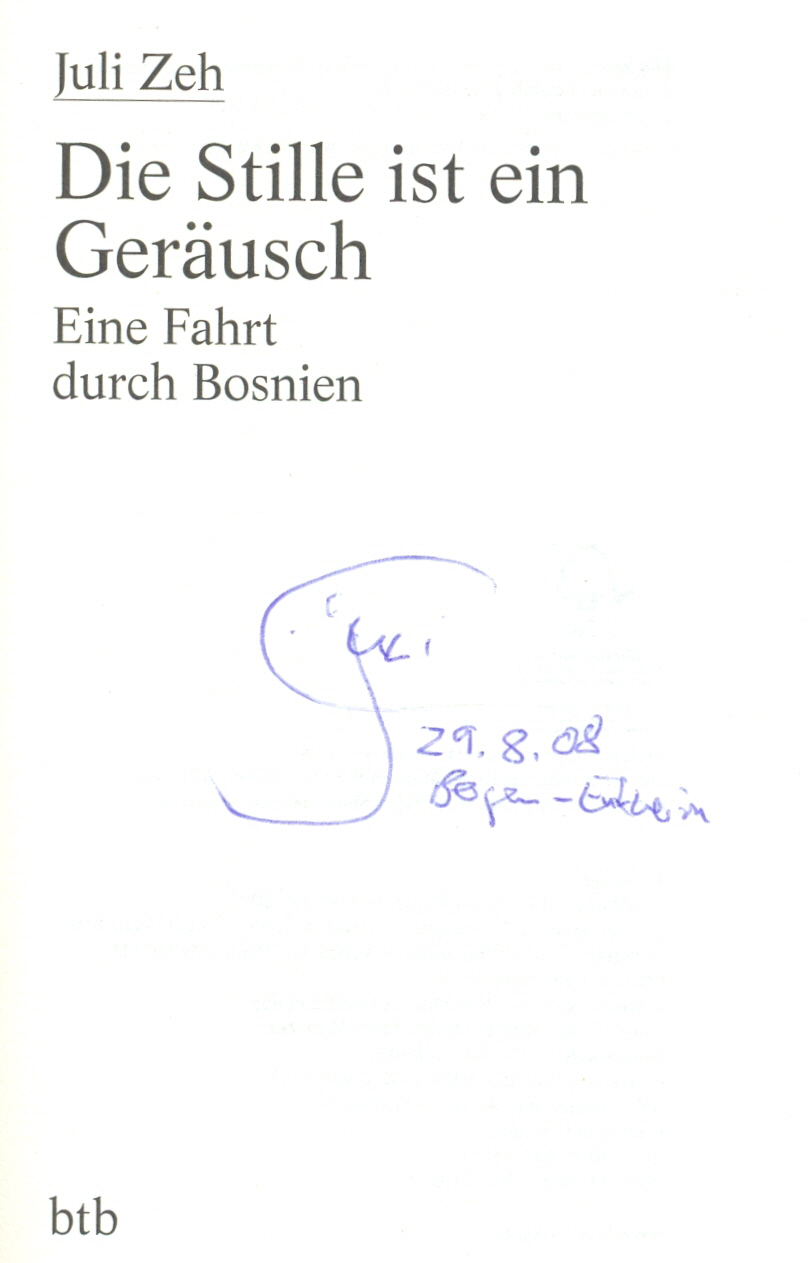
autographe

### Romans
- L'Aigle et l'Ange, Belfond, coll. « Littérature étrangère », 2004 ((de) Adler und Engel, 2001), trad. Jörn Cambreleng, 412 p.  (ISBN 978-2-2640-4020-6)
- La Fille sans qualités, Actes Sud, coll. « Lettres allemandes », 2007 ((de) Spieltrieb, 2004), trad. Brigitte Hébert et Jean-Claude Colbus, 465 p.  (ISBN 978-2-7427-6857-8)Prix Cévennes du roman européen 2008
- L'Ultime Question, Actes Sud, coll. « Lettres allemandes », 2008 ((de) Schilf, 2007), trad. Brigitte Hébert et Jean-Claude Colbus, 412 p.  (ISBN 978-2-7427-7768-6)
- Corpus delicti : Un procès, Actes Sud, coll. « Lettres allemandes », 2010 ((de) Corpus Delicti. Ein Prozess, 2009), trad. Brigitte Hébert et Jean-Claude Colbus, 240 p.  (ISBN 978-2-7427-9219-1)
- Décompression, Actes Sud, coll. « Lettres allemandes », 2013 ((de) Nullzeit, 2012), trad. Matthieu Dumont, 288 p.  (ISBN 978-2-330-02303-4)
- Brandebourg, Actes Sud, coll. « Lettres allemandes », 2017 ((de) Unterleuten, 2016), trad. Rose Labourie, 512 p.  (ISBN 978-2-330-08196-6)
- Cœurs vides, Actes Sud, coll. « Exofictions », 2022 ((de) Leere Herzen, 2017), trad. Rose Labourie, 288 p.  (ISBN 978-2-330-16405-8)
- Nouvel An, Actes Sud, coll. « Lettres allemandes », 2019 ((de) Neujahr, 2018), trad. Rose Labourie, 192 p.  (ISBN 978-2-330-12576-9)
- (de) Über Menschen, 2021

### Essais
- Atteinte à la liberté : Les Dérives de l’obsession sécuritaire, Actes Sud, coll. « Questions de société », 2010 ((de) Angriff auf die Freiheit. Sicherheitswahn, Überwachungsstaat und der Abbau bürgerlicher Rechte., 2009), trad. Patrick Charbonneau, 192 p.  (ISBN 978-2-7427-9321-1)Écrit avec Ilija Trojanow.